# Naadam

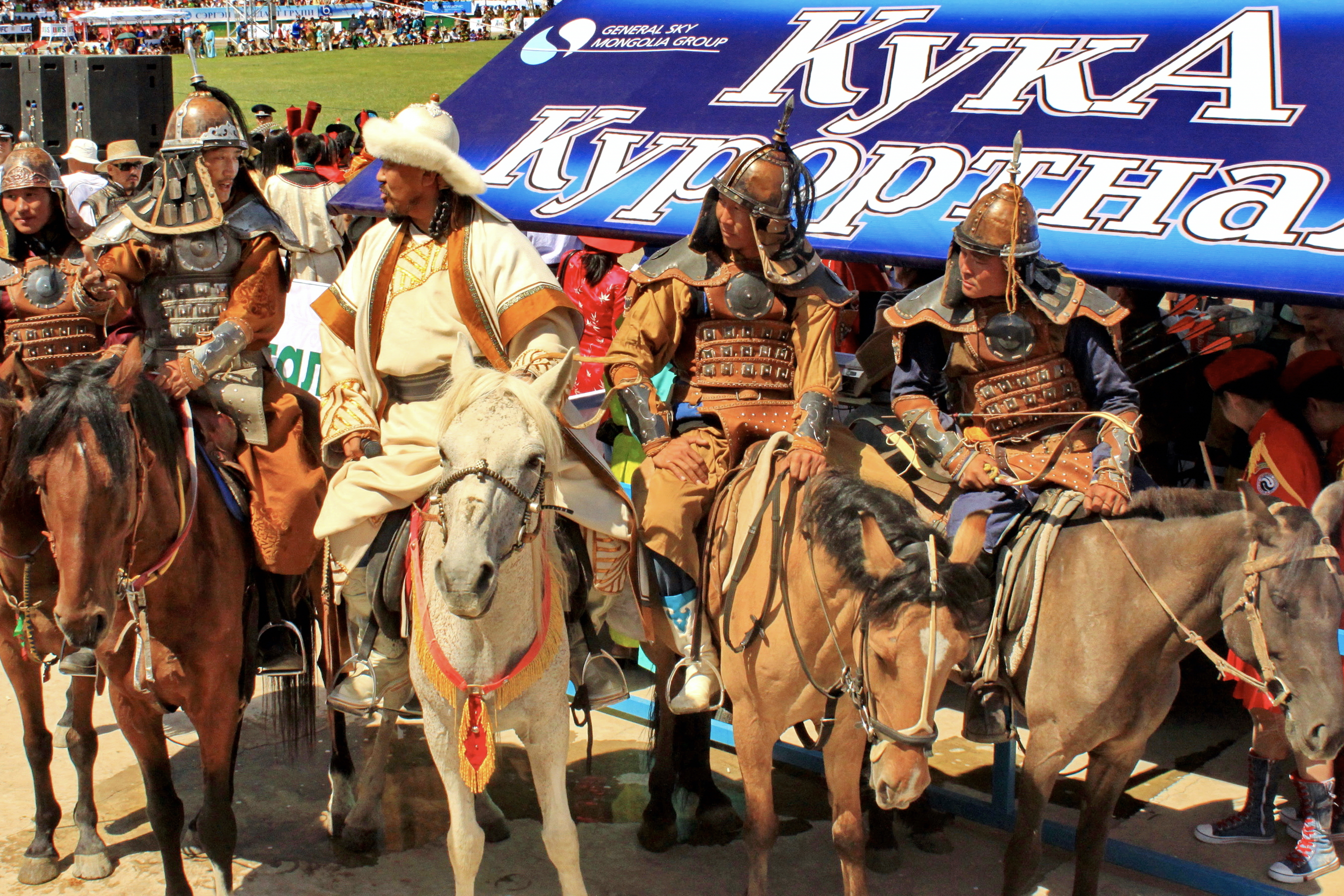
Phục trang trong lễ hội Naadam

Naadam (tiếng Mông Cổ: Наадам, tiếng Mông Cổ cổ điển: ᠨᠠᠭᠠᠳᠤᠮ Naɣadum, phát âm tiếng Việt như là Na-đam, nghĩa đen là "trò chơi") là một lễ hội truyền thống ở Mông Cổ được tổ chức từ thời của Thành Cát Tư Hãn từ thế kỉ XIII. Nguồn gốc của lễ hội đến từ những màn diễu hành, các trò chơi săn bắn của những chiến binh Mông Cổ xưa kia. Lễ hội Naadam là lễ hội lớn nhất tại Mông Cổ, được tổ chức ở hầu như khắp thảo nguyên nhưng lễ hội lớn nhất vẫn là ở thủ đô Ulaanbaatar. Lễ hội còn có tên địa phương là "Eriin gurvan naadam" (эрийн гурван наадам) có nghĩa là "Ba trò chơi của đàn ông" hay "Lễ hội 3 môn thể thao nam tính". Năm 2010, lễ hội Naadam được công nhận và cập nhật vào Danh sách Di sản văn hóa phi vật thể đại diện của nhân loại của UNESCO.
Các trò chơi được thi đấu trong lễ hội này là đấu vật Mông Cổ, đua ngựa và bắn cung của người Mông Cổ, lễ hội này được tổ chức trên khắp đất nước vào giữa mùa hè. Hiện nay, phụ nữ cũng bắt đầu được tham gia bắn cung, đua ngựa, nhưng không được thi môn đấu vật của người Mông Cổ. Khi tham gia thi tài, các thí sinh sẽ phải mặc trang phục truyền thống của Mông Cổ. Trước mỗi cuộc thi có một đoàn kỵ binh diễu hành, ngoài ra còn có các hoạt động nhảy múa, uống rượu. Ẩm thực tại lễ hội Naadam rất phong phú và đa dạng. Tại sự kiện văn hoá thú vị này, hàng ngàn người dân du mục tập trung tại đây để tiệc tùng. Những món ăn ưa thích của người dân nơi đây là: Khuushuur (một loại bánh cuốn nhân thịt), bánh bao chiên giòn, sữa chua Airag, sữa ngựa lên men.